# A-240 (Rusland)
De A-240 is een federale autoweg in Rusland. De weg voert van Brjansk naar de grens met Wit-Rusland, over een lengte van 223 kilometer. Voor 2011 heette de weg M-13. De route was in de Sovjet-Unie belangrijker dan nu in Rusland, aangezien de M-13 vroeger verder liep door Wit-Rusland via Homel, Mazyr en Pinsk naar de Wit-Russische M1 bij Kobryn. Dit deel is momenteel onderdeel van de Wit-Russische M10. 
De A-240 begint aan de A-141, de rondweg van Brjansk, en voert vanaf daar rechtstreeks naar de Wit-Russische grens. De weg bestaat geheel uit één rijstrook per richting, en de spoorlijn tussen Homel en Brjansk loopt parallel aan de A-240.